# Minudascht (Verwaltungsbezirk)
Minudascht (persisch شهرستان مینودشت) ist ein Schahrestan in der Provinz Golestan im Iran. Er enthält die Stadt Minudascht, welche die Hauptstadt des Verwaltungsbezirks ist.

## Kreise
- Zentral (بخش مرکزی)

## Demografie
Bei der Volkszählung 2016 betrug die Einwohnerzahl des Schahrestan 75.483. Die Alphabetisierung lag bei 82 Prozent der Bevölkerung. Knapp 40 Prozent der Bevölkerung lebten in urbanen Regionen.
| Zensusjahr | Einwohnerzahl |
| ---------- | ------------- |
| 2011       | 75.659        |
| 2016       | 75.483        |